# Алмодовар (фрегезия)
Алмодовар (порт.  Almodôvar) — фрегезия (район) в муниципалитете Алмодовар округа Бежа в Португалии. Территория — 220,98 км². Население — 3596 жителей. Плотность населения — 16,3 чел/км².